# 167e division d'infanterie (Allemagne)
Pour les articles homonymes, voir 167e division d'infanterie.
La  167e division d'infanterie  (en allemand : 167. Infanterie-Division ou 167. ID), qui prendra le nom de 167e Volksgrenadier division (en allemand : 167. Volksgrenadierdivision) est une des divisions d'infanterie de l'armée allemande (Wehrmacht) durant la Seconde Guerre mondiale.

## Création

Insigne de la Volksgrenadier division

La 167. Infanterie-Division est formée le 26 novembre 1939 dans le Wehrkreis VII en tant qu'élément de la 7. Welle (7e vague de mobilisation).
Elle est dissoute en février 1944 après avoir subi de lourdes pertes sur le front de l'Est dans l'encerclement de Tcherkassy.
Les survivants de la division forment le Divisions-Gruppe 167 qui est assigné à la 376. Infanterie-Division.
La division est reformée, fin octobre 1944, à partir d'éléments en formation dans la Truppenübungsplatz Döllersheim (Zone d'entrainement militaire de Döllersheim), des éléments de la Schatten-Division Niedergörsdorf également connue sous le nom de 585. Volksgrenadier-Division et des débris de la 17. Luftwaffe-Feld-Division.

## Organisation

### Commandants
167e division d'infanterie
| Date                                | Grade                  | Commandant       |
| ----------------------------------- | ---------------------- | ---------------- |
| 1er décembre 1939 - 10 janvier 1940 | Generalleutnant        | Martin Gilbert   |
| 10 janvier 1940 - 1er août 1940     | General der Artillerie | Oskar Vogl       |
| 2 août 1940 - 31 juillet 1941       | Generalleutnant        | Hans Schönhärl   |
| 1er août 1941 - 10 août 1941        | Generalleutnant        | Werner Schartow  |
| 11 août 1941 - 25 novembre 1943     | Generalleutnant        | Wolf Trierenberg |
| 4 janvier 1944 - 1er février 1944   | Generalmajor           | Hans Hüttner     |

167e Volksgrenadier division
| Date                           | Grade           | Commandant      |
| ------------------------------ | --------------- | --------------- |
| 17 octobre 1944 - 4 avril 1945 | Generalleutnant | Hanskurt Höcker |

### Officiers d'opérations (Generalstabsoffiziere (Ia))
167e division d'infanterie
| Date                               | Grade          | Commandant     |
| ---------------------------------- | -------------- | -------------- |
| ? novembre 1939 - ? juillet 1940   | Oberstleutnant | Hans Haas      |
| 10 juillet 1940 - 15 décembre 1941 | Major          | Walter Niklaus |
| 15 décembre 1941 - ? octobre 1942  | Major          | Justus Boehnke |
| ? octobre 1942 - ? février 1944    | Oberstleutnant | Alfred Siebert |

167e Volksgrenadier division
| Date                     | Grade          | Commandant        |
| ------------------------ | -------------- | ----------------- |
| 1er novembre 1944 - 1945 | Oberstleutnant | Bruno von Siebert |

## Théâtres d'opérations
167e division d'infanterie
- Janvier 1940 - mai 1940 : Allemagne
- Mai 1940 - juin 1941 : bataille de France puis stationnement en France
  - Juin 1940 : Combats contre le secteur fortifié de Faulquemont
- Juin 1941 - juillet 1942 : front de l'Est, secteur Centre
  - 1941 - 1942 : opération Barbarossa
  - 22 octobre 1941 au 22 janvier 1942 : bataille de Moscou
- Juillet 1942 - janvier 1943 : Pays-Bas
- Janvier 1943 - février 1944 : Front de l'Est, secteur Sud
  - 5 juillet au 23 août 1943 : bataille de Koursk
  - automne 1943 au 1er février 1944 : Lors de l'offensive Dniepr-Carpates, elle combat à Krementchouk. Détruite, les survivants de la division forment le Divisions-Gruppe 167 qui renforce la 376. Infanterie-Division.

167e Volksgrenadier division
- 1944
  - Fin octobre - novembre : La division est reformée sous le nom de 167e Volksgrenadier division et stationne à 	Döllersheim
  - Décembre 1944 : La division est envoyée en Slovaquie puis transportée le 14 décembre, à partir de Pistyan, en Hongrie, dans les Ardennes en Belgique
- 1945
  - Janvier : bataille des Ardennes
  - Février : La division est affectée au XIII. Armeekorps, 7. Armee, Heeresgruppe B et combat dans l'Eifel.
  - Mars : La division est affectée au LIII. Armeekorps, 7. Armee, Heeresgruppe B et continue les combats dans l'Eifel où elle est détruite.
  - 4 avril : Les éléments rescapés sont utilisés pour former la Division Scharnhorst.

### Création et campagne de France
La 167e Division d'infanterie a été formée dans la capitale bavaroise de Munich en Novembre 1939 en absorbant les 7e, 27e et 34e bataillons Champ-remplacement de leurs divisions respectives en janvier 1940. C'est aussi à ce moment que son commandant, le colonel Gilbert, a été promu au grade de major-général, peu de temps avant son remplacement par le lieutenant-général Oskar Vogl. La division a participé à l'invasion initiale 1940 de la France avec le groupe d'armées C, capturant l'ouvrage Kerfent et l'ouvrage Bambesch - deux composantes de la ligne Maginot entre 20-21 juin 1940. La division est restée dans la France occupée jusqu'en février 1941, quand elle est retournée à sa garnison en Bavière. En août 1940, le major-général Hans Schönhärl a succédé comme chef de corps, promu lieutenant-général en décembre 1940.

### Opération Barbarossa et opérations en Union soviétique
En juin 1941, la division est transférée à Varsovie, en Pologne, lieu à partir duquel les forces de l'Axe ont commencé leur attaque sur l'Union soviétique dans l'opération Barbarossa. En août, Hans Schönhärl est remplacé comme commandant par le major-général Verner Schartow, lui-même remplacé par le major-général Wolf Trierenberg. Le 17 décembre, l'Armée rouge réussit à percer dans le secteur de la 167e, avant d'être repoussée grâce à l'appui de la 112. Infanterie-Division.

### La bataille des Ardennes
La « 167. Voksgrenadierdivision » prend également part à l'offensive des Ardennes.
Le 29 décembre, cette division et la 1re division SS Leibstandarte Adolf Hitler, qui avait perdu tous ses chars, formaient les divisions de soutien de la 5e Panzer Armee commandée par le général Hasso von Manteuffel. Le plan du Haut commandement allemand visait à faire tomber Bastogne par une attaque en tenaille, à l’Ouest et à l’Est de la ville, permettant un encerclement. Au cours de l'assaut initial de la division, le moral était élevé, et un sous-officier était convaincu que l'armée devrait atteindre la Manche prochainement.
Le Jour de l'An, les 167e Volksgrenadier division et 5. Fallschirmjäger-Division ont aidé les panzers dans la défense de la zone autour de la ville belge de Lutrebois au Luxembourg. Alors que ces trois unités avaient réussi à repousser les Américains en leur faisant subir de lourdes pertes, la situation ailleurs dans les Ardennes était différente et la 167e dut abandonner ses positions.

## Ordres de bataille
1939
- Infanterie-Regiment 315
- Infanterie-Regiment 331
- leichte Artillerie-Abteilung 238

1940
- Infanterie-Regiment 315
- Infanterie-Regiment 331
- Infanterie-Regiment 339
- Artillerie-Regiment 238
  - I. Abteilung
  - II. Abteilung
  - III. Abteilung
  - I./Art.Rgt. 40
- Pionier-Bataillon 238
- Panzerjäger-Abteilung 238
- Infanterie-Divisions-Nachrichten-Abteilung 238
- Infanterie-Divisions-Nachschubführer 238

1943
- Grenadier-Regiment 315
- Grenadier-Regiment 331
- Grenadier-Regiment 339
- Divisions-Füsilier-Bataillon 167
- Feldersatz-Abteilung 238
- Artillerie-Regiment 238
  - I. Abteilung
  - II. Abteilung
  - III. Abteilung
  - I./Art.Rgt. 40
- Pionier-Bataillon 238
- Panzerjäger-Abteilung 238
- Infanterie-Divisions-Nachrichten-Abteilung 238
- Infanterie-Divisions-Nachschubführer 238